# Jeolla de Sud
Jeollanam-do (Jeolla de Sud) este o provincie în estul Coreei de Sud. Provincia s-a format în 1896, fiind, de fapt, partea de sud a fostei provincii Jeolla. A fost provincie a Coreei până la divizarea din 1945, apoi a devenit parte din Coreea de Sud. Capitala provinciei și cel mai mare oraș este Muan, care este administrativ separat, având rangul de oraș metropolitan.

## Subîmpărțire administrativă

### Districte urbane
- Mokpo-si (목포시, 木浦市)
- Yeosu-si (여수시, 麗水市)
- Suncheon-si (순천시, 順天市)
- Naju-si (나주시, 羅州市)
- Gwangyang-si (광양시, 光陽市)

### Districte rurale
- Muan-gun (무안군, 務安郡)
- Sinan-gun (신안군, 新安郡)
- Damyang-gun (담양군, 潭陽郡)
- Gokseong-gun (곡성군, 谷城郡)
- Gurye-gun (구례군, 求禮郡)
- Goheung-gun (고흥군, 高興郡)
- Boseong-gun (보성군, 寶城郡)
- Hwasun-gun (화순군, 和順郡)
- Jangheung-gun (장흥군, 長興郡)
- Gangjin-gun (강진군, 康津郡)
- Haenam-gun (해남군, 海南郡)
- Yeongam-gun (영암군, 靈岩郡)
- Hampyeong-gun (함평군, 咸平郡)
- Yeonggwang-gun (영광군, 靈光郡)
- Jangseong-gun (장성군, 長城郡)
- Wando-gun (완도군, 莞島郡)
- Jindo-gun (진도군, 珍島郡)